# Sigismund Kohn-Speyer

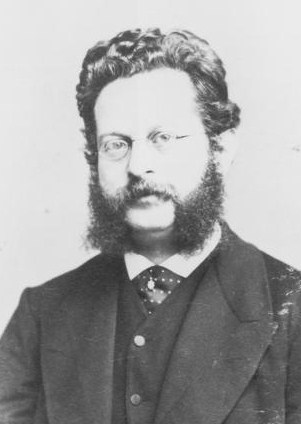
Sigismund Kohn-Speyer

Sigismund (Sigmund) Leonhard Kohn-Speyer, auch Kohnspeyer (* 29. August 1830 in Frankfurt am Main; † 20. Mai 1895 in Königstein im Taunus) war ein deutscher Kaufmann und Bankier jüdischer Abstammung in Frankfurt.

## Leben
Kohn-Speyer war ein wohlhabender und zugleich wohltätiger Frankfurter Kaufmann, mindestens in der Zeit von 1860 bis 1869 in der Bleichstraße 30 ansässig. Er war der Sohn des jüdischen Händlers Leopold Isaak Kohn-Speyer. Am 8. Februar 1870 erhielt Kohn-Speyer bei einer öffentlichen Versteigerung für nur 276.000 Gulden den Zuschlag für die „Mechanische Baumwollen-Spinnerei“ in Kulmbach. Er gründete daraufhin mit anderen Kapitalgebern eine neue Aktiengesellschaft.
Kohn-Speyer war Präsident des Frankfurter Theaterausschusses und von 1868 bis 1877 Direktor des Frankfurter Stadttheaters. Er war Mitglied des Physikalischen Vereins, seit 1860 der Senckenberg Gesellschaft für Naturforschung und seit 1865 der „Gesellschaft für Handel, Industrie und Wissenschaft“ zu Frankfurt. Außerdem war er Aktionär, Verwaltungsratsmitglied und Förderer des Zoologischen Gartens und Mitglied des Planungsausschusses zur Internationalen Elektrotechnischen Ausstellung 1891. Schließlich war er auch Vorstandsmitglied des Frankfurter Schützenvereins. Zudem war er Mitglied der Frankfurter Freimaurerloge Zur aufgehenden Morgenröthe.
Kohn-Speyer war im Jahr 1867 einer der ersten Frankfurter Bürger, die in Königstein im Taunus einen Sommersitz erwarben. Im Jahr 1869 konnte in Königstein dank seiner finanziellen Unterstützung ein Bauplatz für eine Synagoge gekauft werden. Am 13. September 1906 wurde die dort, im Seilerbahnweg, erbaute Synagoge feierlich eingeweiht. Er gehört zu den Förderern der ersten Kronberger Bahnverbindung. Er war Förderer und Schatzmeister des Komitees zum Bau des Niederwalddenkmals.
Kohn-Speyer heiratete 1871 die Sopranistin Antonie Labitzky (* 19. November 1833 in Petschau, Böhmen; † 1. August 1894 in Königstein im Taunus), Tochter des Kapellmeisters Joseph Labitzky (1802–1881) und der Antonie Herget. Die Opernsängerin war seit 1856 nach zwei Probegastspielen gefeierter Publikumsliebling des Frankfurter Stadttheaters, zog sich aber nach der Hochzeit von der Bühne zurück.
Er starb am 20. Mai 1895 in seinem 65. Lebensjahr. Aufgrund seiner guten Beziehungen zum deutschen Kaiserhaus besuchte Kaiserin Friedrich, die im benachbarten Kronberg im Schloss Friedrichshof wohnte, als eine der ersten Kondolierenden seine Familie und nahm auch an seinem Begräbnis teil. Kohn-Speyer wurde – wie schon neun Monate zuvor seine Ehefrau – auf dem Königsteiner Friedhof begraben.

## Ehrungen
- Er war der erste Ehrenbürger der Stadt Königstein
- Roter Adlerorden